# Porte d'en bas (Fontenay-Trésigny)
Ne doit pas être confondu avec porte d'Embas ou porte d'En-Bas.
La porte d'en bas est un monument faisant partie des anciens remparts du bourg de Fontenay-Trésigny, dans le département de Seine-et-Marne. 

## Situation
La porte est située à l'extrémité est du bourg historique de Fontenay-Trésigny, la rue Bertaux (ancienne Grande Rue) passe en-dessous en sens unique.
Devant la porte se trouve la place du Margat donnant sur le boulevard Étienne Hardy au nord, la rue du Général de Gaulle à l'est, la rue du Margat au sud-est et le square du Margat au sud.

## Historique

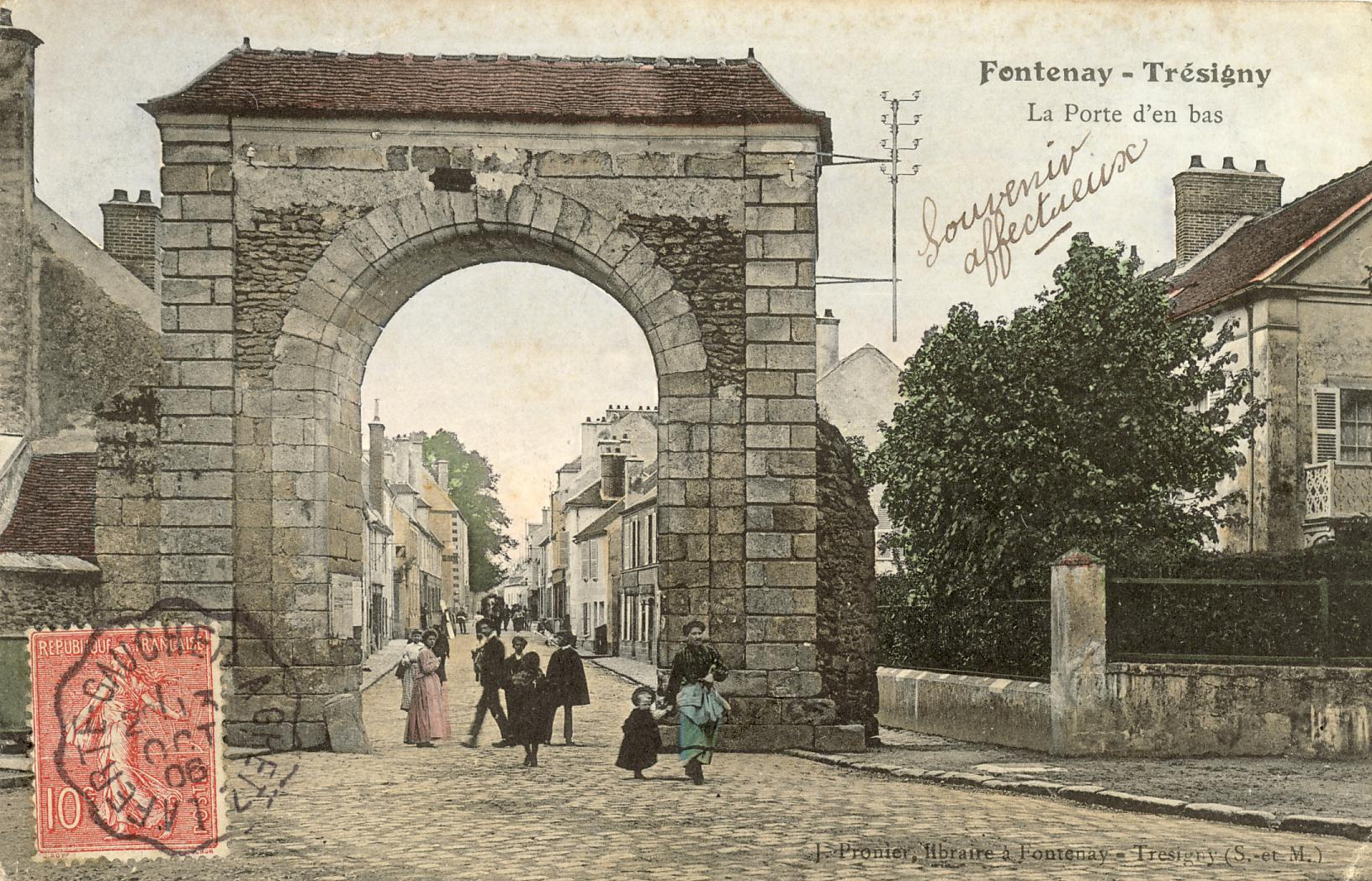
Fontenay-Trésigny La Porte d'en bas en 1906.

En mai 1544, à la suite de la requête de Louis Prudhomme, seigneur de Fontenay-en-Brie et fils de Guillaume Prudhomme, François Ier donne permission par lettres patentes aux habitants de se clore de murs et de fossés.
La porte est édifiée en 1544 aux frais des habitants et a été appelée aussi la « porte de Rozay ».
Sous prétexte de gêne à la circulation, on voulut la détruire, mais elle fut sauvée à plusieurs reprises (1854 et 1870) par l’administration préfectorale et par le comité des monuments historiques qui s'étaient opposés à sa destruction.
Il y avait deux portes à Fontenay-Trésigny. La porte d'en haut, construite en 1661 et abattue en 1820, se trouvait à l’angle du boulevard Étienne Hardy et de la rue Bertaux. Elle fut appelée aussi la « porte de Tournan ». Il reste une partie des remparts sur le boulevard Étienne Hardy et dans la rue Racine, mais les fossés ont disparu depuis très longtemps.
La porte a failli être transformée en arc de triomphe. Ce projet, voté par le conseil municipal, n'a jamais abouti. [réf. souhaitée]
Lors d'une rénovation de la toiture dans les années 1980, les employés municipaux - Robert Legout et Joseph Bouxin - trouvèrent une bouteille dans laquelle se trouvait un papier portant les dates et noms des ouvriers ayant effectué les rénovations précédentes. Ils y inscrivirent leurs noms et refermèrent la toiture...

## Protection
La porte d'en-bas ne fait pas l’objet de protection au titre des monuments historiques.
Le monument, propriété de la commune, est régulièrement entretenu.
Elle est l'emblème de la ville, le reste le plus visible des remparts de la cité.